# Jésonville
Jésonville é uma comuna francesa na região administrativa do Grande Leste, no departamento de Vosges. Estende-se por uma área de 6.96 km². Em 2010 a comuna tinha 133 habitantes (densidade: 19,1 hab./km²).